# Pascals princip
Pascals princip, eller Pascals lag, innebär att tryck som utövas i någon del av en vätska i vila överförs utan förlust till alla delar av vätskan. Denna princip har viktiga tekniska tillämpningar inom till exempel hydrauliken.

## Källa
- Energilexikon